# 歐盟執委會副主席
歐盟執委會副主席（英語：Vice-President of the European Commission）是歐盟執委會的成員之一，負責領導執委會在多個歐盟執委會執委參與的特定重點領域的工作。
目前，歐盟執委會共有七名副主席：三名執行副主席、三名常務副主席、當然副主席的高級代表。

## 角色和待遇
除現有職務外，任何歐盟執委皆可兼任歐盟執委會副主席。副主席由歐盟執委會主席任命並經歐洲議會批准。
自2009年《里斯本條約》以來，歐盟外交與安全政策高級代表憑藉其高級代表的職位，自動成為副主席之一。這意味著他們不被任命為副主席，而且高級代表的任命程序也與執委的任命程序不同。
執委薪資依據歐洲公務員最高等級的百分比決定。副主席的薪資為125%（每月22,122.10歐元），而普通委員的薪資為112.5%（每月19,909.89歐元），主席的薪資為138%（每月24,422.80歐元）。 兼任高級代表的副主席薪資為130%（23,006.98歐元）。 另外還有其他津貼。

## 執行副主席
馮德萊恩執委會新設了執行副主席職位。執行副主席共有三名，分別由歐洲議會三大黨團任命。除了擔任執委的「常規」角色外，他們還管理更廣泛和橫向、涉及多個專員的政策領域。與其他副主席不同的是，執行副主席會被指派一個特定的總署負責此部分，其政策領域被視為現任歐盟執委會的首要任務。
2004年至2019年間，當時設有第一副主席。該職位的主要作用是狹義上的副主席：在主席缺席時接替主席的職務。該職位於2004年在巴羅佐第一屆執委會的領導下設立，第一位任職者是瑪戈特·瓦爾斯特倫。巴羅佐第二屆執委會由歐盟外交和安全政策高級代表艾希頓接任。最後一名第一副主席是榮克執委會的弗蘭斯·蒂默曼斯。

## 歷屆副主席
| 執委會         | 上任           | 卸任                     | 姓名                | 國家                   | 政黨             |
| 霍爾斯坦第一屆 |                |                          |                     |                        |                  |
| -------------- | -------------- | ------------------------ | ------------------- | ---------------------- | ---------------- |
| 霍爾斯坦第一屆 | 1958年1月7日   | 1962年1月9日             | 西科·孟紹特         | 荷蘭                   | 工黨             |
| 霍爾斯坦第一屆 | 1958年1月7日   | 1962年1月9日             | 羅貝爾·馬若蘭       | 法國                   | 工人國際法國支部 |
| 霍爾斯坦第一屆 | 1958年1月7日   | 1959年9月15日            | 皮耶羅·馬爾韋斯蒂蒂 | 義大利                 | 天主教民主黨     |
| 霍爾斯坦第二屆 |                |                          |                     |                        |                  |
| 1962年1月10日  | 1967年6月30日  | 西科·孟紹特              | 荷蘭                | 工黨                   |                  |
| 1962年1月10日  | 1967年6月30日  | 羅貝爾·馬若蘭            | 法國                | 工人國際法國支部       |                  |
| 1962年1月10日  | 1963年5月15日  | 朱塞佩·卡隆              | 義大利              | 天主教民主黨           |                  |
| 1965年7月30日  | 1967年6月30日  | 廖納諾·列維·桑德里       | 義大利              | 義大利社會黨           |                  |
| 雷伊           |                |                          |                     |                        |                  |
| 1967年7月2日   | 1970年6月30日  | 西科·孟紹特              | 荷蘭                | 工黨                   |                  |
| 1967年7月2日   | 1970年6月30日  | 廖納諾·列維·桑德里       | 義大利              | 義大利社會黨           |                  |
| 1967年7月2日   | 1970年6月30日  | 弗里茨·黑爾維希          | 西德                | 德國基督教民主聯盟     |                  |
| 1967年7月2日   | 1970年6月30日  | 雷蒙·巴爾                | 法國                | 法國民主聯盟           |                  |
| 1967年7月2日   | 1970年6月30日  | 威廉·哈弗坎普            | 西德                | 德國社會民主黨         |                  |
| 馬爾法蒂       |                |                          |                     |                        |                  |
| 1970年7月1日   | 1972年3月21日  | 西科·孟紹特              | 荷蘭                | 工黨                   |                  |
| 1970年7月1日   | 1972年3月21日  | 威廉·哈弗坎普            | 西德                | 德國社會民主黨         |                  |
| 孟紹特         |                |                          |                     |                        |                  |
| 1972年3月22日  | 1973年1月5日   | 威廉·哈弗坎普            | 西德                | 德國社會民主黨         |                  |
| 奧托利         |                |                          |                     |                        |                  |
| 1973年1月6日   | 1977年1月5日   | 派屈克·希勒里            | 爱尔兰              | 共和黨                 |                  |
| 1973年1月6日   | 1977年1月5日   | 威廉·哈弗坎普            | 西德                | 德國社會民主黨         |                  |
| 1973年1月6日   | 1977年1月5日   | 亨利·西摩涅              | 比利时              | 社會黨                 |                  |
| 1973年1月6日   | 1977年1月5日   | 克里斯多福·索姆斯        | 英国                | 保守黨                 |                  |
| 1973年1月6日   | 1977年1月5日   | 卡洛·斯卡拉西亞-穆尼奧扎 | 義大利              | 天主教民主黨           |                  |
| 詹金斯         |                |                          |                     |                        |                  |
| 1977年1月6日   | 1981年1月5日   | 威廉·哈弗坎普            | 西德                | 德國社會民主黨         |                  |
| 1977年1月6日   | 1981年1月5日   | 亨克·弗雷德林            | 荷蘭                | 工黨                   |                  |
| 1977年1月6日   | 1981年1月5日   | 菲恩·歐拉夫·貢德拉希     | 丹麦                | 社會民主黨             |                  |
| 1977年1月6日   | 1981年1月5日   | 法蘭索瓦-札維耶·奧托利   | 法國                | 保衛共和聯盟           |                  |
| 1977年1月6日   | 1981年1月5日   | 洛倫佐·納塔利            | 義大利              | 天主教民主黨           |                  |
| 托恩           |                |                          |                     |                        |                  |
| 1981年1月6日   | 1985年1月5日   | 克里斯多福·圖根哈特      | 英国                | 保守黨                 |                  |
| 1981年1月6日   | 1985年1月5日   | 法蘭索瓦-札維耶·奧托利   | 法國                | 保衛共和聯盟           |                  |
| 德洛爾第一屆   |                |                          |                     |                        |                  |
| 1985年1月6日   | 1989年1月5日   | 弗蘭斯·安德里森          | 荷蘭                | 基督教民主呼籲         |                  |
| 1985年1月6日   | 1989年1月5日   | 亞瑟·科克菲爾德          | 英国                | 保守黨                 |                  |
| 1985年1月6日   | 1989年1月5日   | 卡爾·海因茨·納爾赫斯     | 西德                | 德國基督教民主聯盟     |                  |
| 1985年1月6日   | 1989年1月5日   | 洛倫佐·納塔利            | 義大利              | 天主教民主黨           |                  |
| 1986年1月5日   | 1989年1月5日   | 曼努爾·馬林              | 西班牙              | 西班牙工人社會黨       |                  |
| 德洛爾第二屆   |                |                          |                     |                        |                  |
| 1989年1月6日   | 1993年1月5日   | 弗蘭斯·安德里森          | 荷蘭                | 基督教民主呼籲         |                  |
| 1989年1月6日   | 1993年1月5日   | 列昂·布列坦              | 英国                | 保守黨                 |                  |
| 1989年1月6日   | 1993年1月5日   | 亨寧·克里斯托弗森        | 丹麦                | 丹麥自由黨             |                  |
| 1989年1月6日   | 1993年1月5日   | 曼努爾·馬林              | 西班牙              | 西班牙工人社會黨       |                  |
| 1989年1月6日   | 1993年1月5日   | 菲利波·馬利亞·潘多菲     | 義大利              | 天主教民主黨           |                  |
| 德洛爾第二屆   |                |                          |                     |                        |                  |
| 1993年1月6日   | 1995年1月22日  | 馬丁·班格曼              | 德国                | 自由民主黨             |                  |
| 1993年1月6日   | 1995年1月22日  | 列昂·布列坦              | 英国                | 保守黨                 |                  |
| 1993年1月6日   | 1995年1月22日  | 亨寧·克里斯托弗森        | 丹麦                | 丹麥自由黨             |                  |
| 1993年1月6日   | 1995年1月22日  | 曼努爾·馬林              | 西班牙              | 西班牙工人社會黨       |                  |
| 1993年1月6日   | 1995年1月22日  | 卡雷爾·范米爾特          | 比利时              | 不同社會黨             |                  |
| 1993年1月6日   | 1995年1月22日  | 安東尼奧·魯伯蒂          | 義大利              | 義大利社會黨           |                  |
| 桑特           |                |                          |                     |                        |                  |
| 1995年1月23日  | 1999年9月13日  | 列昂·布列坦              | 英国                | 保守黨                 |                  |
| 1995年1月23日  | 1999年7月19日  | 曼努爾·馬林              | 西班牙              | 西班牙工人社會黨       |                  |
| 普羅迪         |                |                          |                     |                        |                  |
| 1999年9月16日  | 2004年11月21日 | 尼爾·金諾克              | 英国                | 工黨                   |                  |
| 1999年9月16日  | 2004年11月21日 | 洛約拉·德帕拉西奧        | 西班牙              | 人民黨                 |                  |
| 巴羅佐第一屆   |                |                          |                     |                        |                  |
| 2004年11月22日 | 2010年2月9日   | 瑪戈特·瓦爾斯特倫        | 瑞典                | 瑞典社會民主工人黨     |                  |
| 2004年11月22日 | 2010年2月9日   | 君特·維侯根              | 德国                | 德國社會民主黨         |                  |
| 2004年11月22日 | 2010年2月9日   | 雅克·巴羅                | 法國                | 人民運動聯盟           |                  |
| 2004年11月22日 | 2010年2月9日   | 西姆·卡拉斯              | 爱沙尼亚            | 愛沙尼亞改革黨         |                  |
| 2004年11月22日 | 2008年5月8日   | 佛朗哥·佛拉第尼          | 義大利              | 義大利力量黨           |                  |
| 2008年5月9日   | 2010年2月9日   | 安東尼奧·塔亞尼          | 義大利              | 義大利力量黨           |                  |
| 巴羅佐第二屆   |                |                          |                     |                        |                  |
| 2010年2月9日   | 2014年10月31日 | 艾希頓                   | 英国                | 工黨                   |                  |
| 2010年2月9日   | 2014年7月1日   | 維維亞娜·蕾汀            | 盧森堡              | 基督教社會人民黨       |                  |
| 2010年2月9日   | 2014年10月31日 | 瓦昆·阿爾穆尼亞          | 西班牙              | 西班牙工人社會黨       |                  |
| 2010年2月9日   | 2014年10月31日 | 西姆·卡拉斯              | 爱沙尼亚            | 愛沙尼亞改革黨         |                  |
| 2010年2月9日   | 2014年10月31日 | 內莉·克魯斯              | 荷蘭                | 自由民主人民黨         |                  |
| 2010年2月9日   | 2014年7月1日   | 安東尼奧·塔亞尼          | 義大利              | 自由人民黨             |                  |
| 2010年2月9日   | 2014年10月31日 | 馬羅什·塞夫喬維奇        | 斯洛伐克            | 方向—社會民主黨        |                  |
| 2011年10月27日 | 2014年7月1日   | 奧利·雷恩                | 芬兰                | 芬蘭中間黨             |                  |
| 2014年7月1日   | 2014年10月31日 | 米歇爾·巴尼耶            | 法國                | 人民運動聯盟           |                  |
| 2014年7月1日   | 2014年10月31日 | 京特·厄廷格              | 德国                | 德國基督教民主聯盟     |                  |
| 2014年7月16日  | 2014年10月31日 | 於爾基·卡泰寧            | 芬兰                | 民族聯合黨             |                  |
| 榮克           |                |                          |                     |                        |                  |
| 2014年11月1日  | 2019年11月30日 | 弗蘭斯·蒂默曼斯          | 荷蘭                | 工黨                   |                  |
| 2014年11月1日  | 2019年11月30日 | 費德麗卡·墨格里尼        | 義大利              | 民主黨                 |                  |
| 2014年11月1日  | 2016年12月31日 | 克里斯塔利娜·喬治艾娃    | 保加利亚            | 保加利亞歐洲發展公民黨 |                  |
| 2014年11月1日  | 2019年11月30日 | 於爾基·卡泰寧            | 芬兰                | 民族聯合黨             |                  |
| 2014年11月1日  | 2019年11月30日 | 瓦爾季斯·東布羅夫斯基斯  | 拉脫維亞            | 團結                   |                  |
| 2014年11月1日  | 2019年7月1日   | 安德魯斯·安西普          | 爱沙尼亚            | 愛沙尼亞改革黨         |                  |
| 2014年11月1日  | 2019年11月30日 | 馬羅什·塞夫喬維奇        | 斯洛伐克            | 方向—社會民主黨        |                  |
| 馮德萊恩       |                |                          |                     |                        |                  |
| 2019年12月1日  | 2023年8月22日  | 弗蘭斯·蒂默曼斯          | 荷蘭                | 工黨                   |                  |
| 2019年12月1日  | 現任           | 瑪格麗特·維斯塔格        | 丹麦                | 丹麥社會自由黨         |                  |
| 2019年12月1日  | 現任           | 瓦爾季斯·東布羅夫斯基斯  | 拉脫維亞            | 團結                   |                  |
| 2019年12月1日  | 現任           | 馬羅什·塞夫喬維奇        | 斯洛伐克            | 方向—社會民主黨        |                  |
| 2019年12月1日  | 現任           | 荷西普·波瑞爾            | 西班牙              | 西班牙工人社會黨       |                  |
| 2019年12月1日  | 現任           | 薇拉·喬霍瓦              | 捷克                | 是的2011               |                  |
| 2019年12月1日  | 現任           | 杜布拉芙卡·蘇卡          |                     | 克羅埃西亞民主聯盟     |                  |
| 2019年12月1日  | 現任           | 馬格里提斯·席納斯        | 希腊                | 新民主黨               |                  |

- 第一副主席以斜體表示

- 執行副主席以粗體表示

## 資料來源
1. 1 2  . European Commission.   [2023-07-20] （英语）.
2. 1 2  REGULATION No 422/67/EEC, 5/67/EURATOM OF THE COUNCIL （页面存档备份，存于）, EurLex
3. ↑  Base salary of grade 16, third step is €17,697.68: European Commission: Officials' salaries （页面存档备份，存于） – accessed 19 March 2010
4. ↑  Council Decision of 1 December 2009 laying down the conditions of employment of the High Representative of the Union for Foreign Affairs and Security Policy, EurLex
5. ↑   (PDF). European Commission. 2019-09-10  [2024-07-27]. （原始内容存档 (PDF)于2020-12-23）.
6. ↑  . European Commission.   [2023-07-20]. （原始内容存档于2023-09-20）.

## 外部連結
- 歐盟執委會 （页面存档备份，存于）